# 104 Herculis
104 Herculis, som är stjärnans Flamsteed-beteckning, är en ensam stjärna i den mellersta delen av stjärnbilden Herkules, som också har Bayer-beteckningen A Herculis och variabelbeteckningen V669 Herculis. Den har en genomsnittlig skenbar magnitud på ca 4,96 och är svagt synlig för blotta ögat där ljusföroreningar ej förekommer. Baserat på parallaxmätning inom Hipparcosuppdraget på ca 5,8 mas, beräknas den befinna sig på ett avstånd på ca 560 ljusår (ca 172 parsek) från solen. Den rör sig närmare solen med en heliocentrisk radialhastighet på ca –1,2 km/s.

## Egenskaper
104 Herculis är en röd till orange jättestjärnaav spektralklass M3 III, som befinner sig på den asymptotiska jättegrenen (AGB-stjärna). Den har en radie som är ca 86 solradier och utsänder ca 1 200 gånger mera energi än solen från dess fotosfär vid en effektiv temperatur på ca 3 500 K.
104 Herculis är en pulserande variabel av halvregelbunden typ (SR), som har bolometrisk magnitud +6,62 och varierar med en amplitud av 0,14 magnituder (i B-bandet)  med pulseringsperioder på 22,9 och 24,0 dygn.